# Motobloc Type O (1923)
Dieser Motobloc Type O ist ein Pkw-Modell der 1920er Jahre. Hersteller war Motobloc im französischen Bordeaux.

## Beschreibung
Motobloc präsentierte das Fahrzeug im Oktober 1923 auf dem Pariser Autosalon. Die Vermarktung lief von 1924 bis 1927.
Der Vierzylindermotor ist wassergekühlt. 74 mm Bohrung und 120 mm Hub ergeben 2064 cm³ Hubraum. Nach der damals geltenden Steuerformel in Frankreich war er mit 12 CV eingestuft. Das Getriebe hat drei Gänge. Die Motorleistung wird über eine Kardanwelle vom Frontmotor zur Hinterachse übertragen. Das Fahrgestell hat 310 cm Radstand. Bekannt sind offene Tourenwagen. Die Spurweite beträgt 130 cm.
Motobloc hatte bereits vor dem Ersten Weltkrieg einen gleichnamigen Type O von 1908 bis 1910 im Sortiment.

## Nutzfahrzeugvariante
Auf dieser Basis gab es den Type OC als Nutzfahrzeug. Er hat 1000 kg Nutzlast. Zur Bauzeit ist nur etwa 1924 bekannt.